# Botín (calzado)

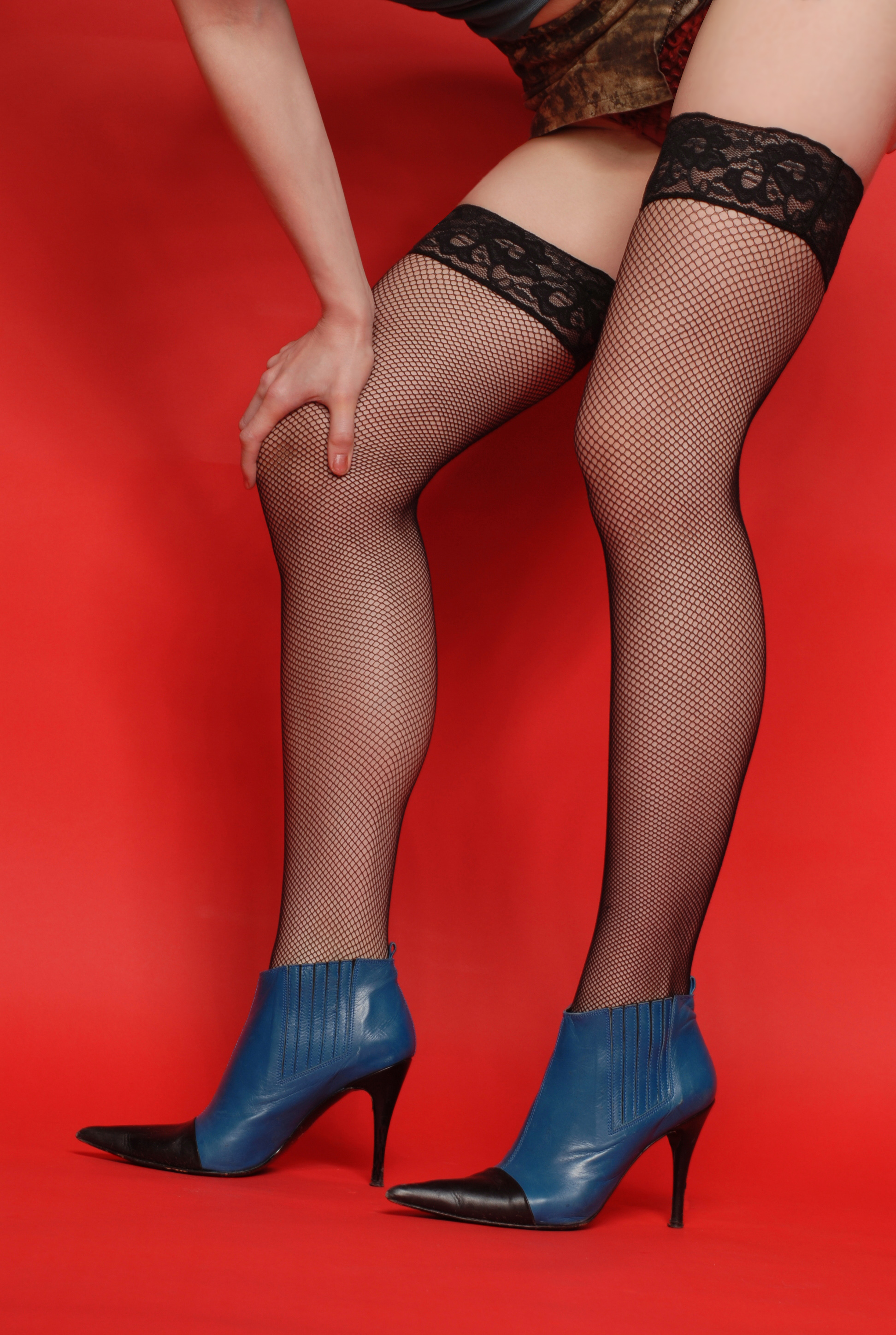
Botines de tacón alto.

Un botín es un tipo de calzado que tiene la forma de una bota con la caña baja que no llega a cubrir la pierna , sino tan solo el pie y el tobillo. 
Los botines son un tipo de zapato con tacón medio que cubre por completo el pie. Pueden combinarse con pantalones pitillo metidos por dentro, con pantalones anchos, con falda e incluso con pantalones cortos. Cuando se llevan con las piernas descubiertas, una buena opción es combinarlos con medias tupidas. 
Sus estilos son muy variados, encontrándose botines con solapa vuelta estilo pirata, con tachuelas, con flecos, con hebillas decorativas o los que simplemente representan una bota en versión reducida. Las propuestas en tacones son de las más diversas. Los más elegantes son los de tacón alto, si bien se consideran los más incómodos de llevar. También se encuentran botines de tacones cuadrados o de plataforma oculta en el interior del zapato. Finalmente, existen modelos que prescinden en absoluto del tacón. 
La característica distintiva de los botines frente a las botas y los zapatos es que cubren el pie incluyendo completamente el empeine. En lo relativo a su materia prima, se puede escoger entre botines de cuero y piel teñidos en una amplia gama de colores, así como de ante o de charol.